# Losang Tsultrim Jikmey
Losang Tsultrim Jikmey (1815 - 1842) was de vijfde jabzandamba van Mongolië en de derde van Tibetaanse afkomst. Hij was de eerste jabzandamba die geselecteerd werd met de loterijprocedure van de Gouden urn.
Er is in de Mongoolse documenten weinig vermeld over zijn activiteiten. Hij was de laatste jebtsundamba die door een Chinese keizer in Peking ontvangen werd.

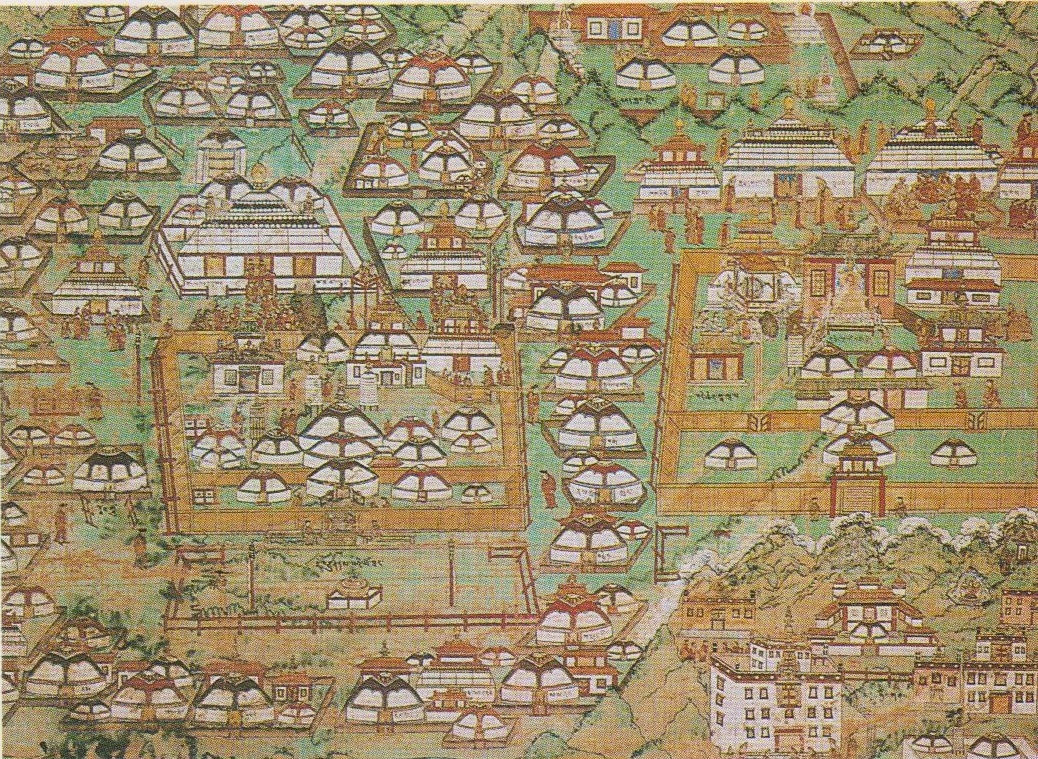
Urga in het midden van de 19e eeuw

Urga, huidig Ulaanbaatar, was een tentstad. Het was noodzakelijk vanwege overbegrazing van weidegrond de stad, dan wel delen daarvan, meerdere malen te verplaatsen. Het paleis en het klooster van de jebtsundamba werd in 1837 verplaatst. Het gevolg was dat die gebouwen op ruim vijftien kilometer afstand kwamen te liggen van de Chinese markt en bazaar met al zijn winkels. Die afstand tussen beide had gevolgen voor het klantenaanbod in die winkels van pelgrims die een bezoek aan het klooster brachten. Om een compromis mogelijk te maken kreeg de jebtsundamba van Chinese kooplieden een omvangrijke som geld aangeboden tijdens zijn bezoek aan Peking in 1840. Na de ontvangst van het geld weigerde de jebstsundamba echter iedere medewerking aan een oplossing. De kooplieden dienden daarop een klacht in bij het Hof van Koloniale Zaken. Die adviseerde de keizer Daoguang om de jebtsundamba voor het gerecht te brengen. De keizer gaf er echter de voorkeur aan de zaak in de doofpot te stoppen. Uiteindelijk werd er dan ook geen actie ondernomen.
Tijdens de periode van deze jebtsundamba begon zich het morele verval van de hiërarchie van het georganiseerde boeddhisme in Mongolië af te tekenen. Hij werd vooral bekend vanwege zijn uitbundig seksueel leven.
Op de leeftijd van 26 jaar stierf hij aan syfilis.